# Sumbahornvogel
Der Sumbahornvogel (Rhyticeros everetti) ist eine Vogelart aus der Familie der Nashornvögel, die ausschließlich auf der indonesischen Insel Sumba vorkommt.
Die Bestandssituation des Sumbahornvogels wurde 2016 in der Roten Liste gefährdeter Arten der IUCN als „Vulnerable (VU)“ = „gefährdet“ eingestuft.

## Erscheinungsbild
Der Sumbahornvogel erreicht eine Körperlänge von 55 Zentimeter. Auf den Schnabel entfallen durchschnittlich beim Männchen 14,6 Zentimeter, der Schnabel des Weibchens ist mit 14 Zentimeter nur geringfügig kleiner. Der Geschlechtsdimorphismus ist bei dieser Art kaum ausgeprägt.

### Merkmale des Männchens
Der Kopf und der Hals des Männchens ist dunkelbraun. Das Körpergefieder, die Schwingen und der Schwanz sind schwarz. Die Körperoberseite schimmert metallisch grün. Der Schnabel ist blassgelb mit einem rotbraunen Flecken in der Schnabelmitte, der sich über Unter- und Oberschnabel erstreckt. Das nashorntypische Horn weist bis zu sechs flache Riefen auf. Es ist blassgelb bis hornfarben. Die nackte Haut um das Auge ist dunkelblau. Die Augenlider sind kräftig rosa und bilden einen Ring um das Auge. Der nackte Kehlfleck ist beim Sumbahornvogel sehr groß. Er ist von blassblauer Farbe mit einem dunkelblauen Fleck direkt unterhalb der Kehle. Die Augen sind rotbraun, die Beine und Füße sind schwarz.

### Merkmale des Weibchens und der Jungvögel
Die adulten Weibchen sind kleiner als die Männchen und haben ein schwarzes Kopf- und Halsgefieder. In allen übrigen Merkmalen gleicht das Weibchen dem Männchen.
Bei den Jungvögeln zeigen beide Geschlechter zunächst ein Körpergefieder, das dem Männchen gleicht. Heranwachsende Weibchen mausern später in das dunkle Hals- und Kopfgefieder, wie es für adulte Weibchen typisch ist. Der Schnabel ist blassgelb und das Schnabelhorn noch nicht entwickelt.

## Verbreitungsgebiet und Lebensraum

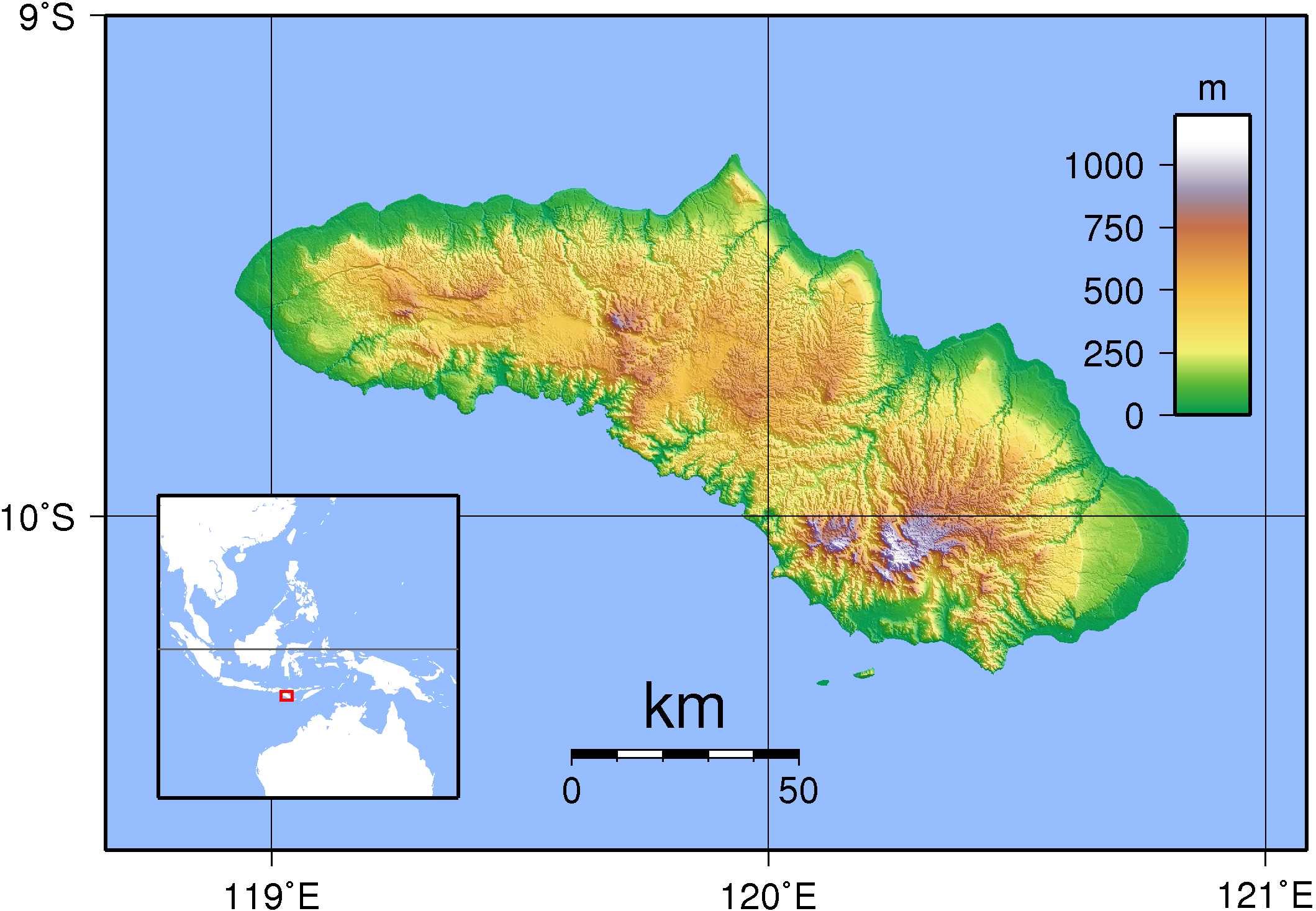
Topographie Sumbas

Der Sumbahornvogel kommt ausschließlich auf der Insel Sumba vor, einer 11.150 km² großen Insel der Kleinen Sundainseln, die zu der indonesischen Provinz Ost-Nusa Tenggara gehört. Die Insel wird in West-Ost-Richtung durch eine etwa 150 km lange und bis zu 40 km breite Region mit Bergen durchzogen, die das Klima in zwei Gebiete unterteilt. In der Südwesthälfte fällt mit bis zu 1600 mm pro Jahr mehr Regen als im trockeneren Nordosten, wo zum Teil unter 600 mm Niederschläge pro Jahr gemessen werden.
Der Sumbahornvogel benötigt als Lebensraum Primärwald. Sekundärwald und schütter baumbestandene Flächen sucht er nur während der Nahrungssuche auf. Die Insel weist heute nur noch auf 16 Prozent der Fläche solchen geeigneten Primärwald auf. Bewaldet sind nur noch Hügel und steilwandige Täler in Höhenlagen. Große Feigenbäume waren einstmals im Landesinneren typisch, sind aber durch die Subsistenzwirtschaft der mittlerweile mehr als 600.000 Einwohner der Insel weitgehend verdrängt.

## Lebensweise
Der Sumbahornvogel kommt überwiegend paarweise oder in kleinen Familiengruppen vor. Gelegentlich versammeln sich aber bis zu ca. 70 Vögel an gemeinsamen Ruheplätzen. Paare sondern sich ein bis zwei Monate vor Beginn der Fortpflanzungsperiode von solchen Trupps ab. Subadulte Vögel bleiben aber in kleinen Trupps zusammen.
Bis jetzt hat man bei Sumbahornvögeln nur Früchte als Nahrung festgestellt. Reichlich tragende Bäume werden gegenüber Nahrungskonkurrenten energisch verteidigt. Möglicherweise gehört, wie bei fast allen anderen Nashornvögeln, auch ein geringer Anteil an tierischer Nahrung zum Nahrungsspektrum.
Das Fortpflanzungsverhalten des Sumbahornvogels ist noch nicht abschließend untersucht.

## Sumbahornvogel und Mensch
Der Sumbahornvogel wurde auf Sumba traditionell bejagt und gegessen. Diese Jagd findet auch heute noch statt. Sie gilt aber im Vergleich zur weiträumigen Vernichtung des Lebensraumes dieser Vogelart als kein wesentlicher Faktor im Bestandsrückgang.

## Artepitheton
Das Artepitheton ehrt Alfred Hart Everett (1848–1898), einen britischen Beamten und Verwaltungsangestellten in Borneo, der sich einen Namen als Ornithologe, Naturforscher und zoologischer Sammler machte.

## Einzelbelege
1. ↑  
Rhyticeros everetti in der Roten Liste gefährdeter Arten der IUCN 2016. Eingestellt von: BirdLife International, 2016. Abgerufen am 3. Oktober 2017.
2. 1 2 3  Kemp: The Hornbills - Bucerotiformes. S. 239.
3. 1 2  Kemp: The Hornbills - Bucerotiformes. S. 240.
4. ↑  Bo Beolens, Michael Watkins: Whose Bird? Men and Women Commemorated in the Common Names of Birds. Christopher Helm, London 2003, ISBN 0-7136-6647-1, S. 205.